# Exhibicionismus
Exhibicionismus (z latinského exhibere, tj. „vystavovat“), známý též například jako „syndrom Lady Godivy“, je psychologická potřeba a typ chování zahrnující vystavování částí těla jiným lidem, s cílem získání výstřední přízně, obvykle alespoň zčásti se sexuálním podtextem, k upoutání pozornosti ostatních při vystavování na obdiv své obnažené „přirození“, tj. části lidského těla, které by měly být za normálních okolností zakryté. Některé studie uvádějí, že druhem exhibicionismu je i psychologická skatologie.

## Druhy projevu

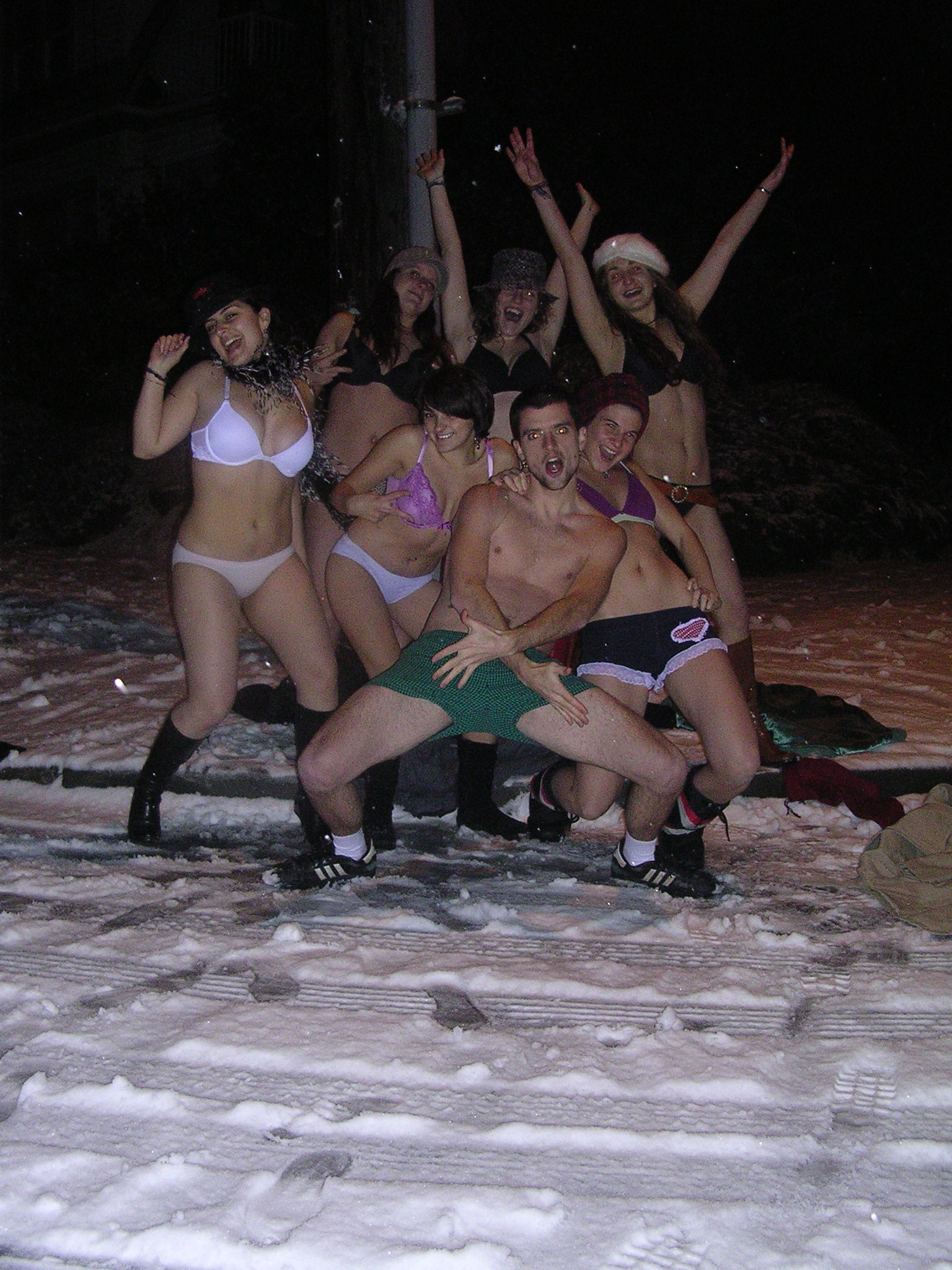
Skupinka exhibicionistů na sněhu v Seattlu

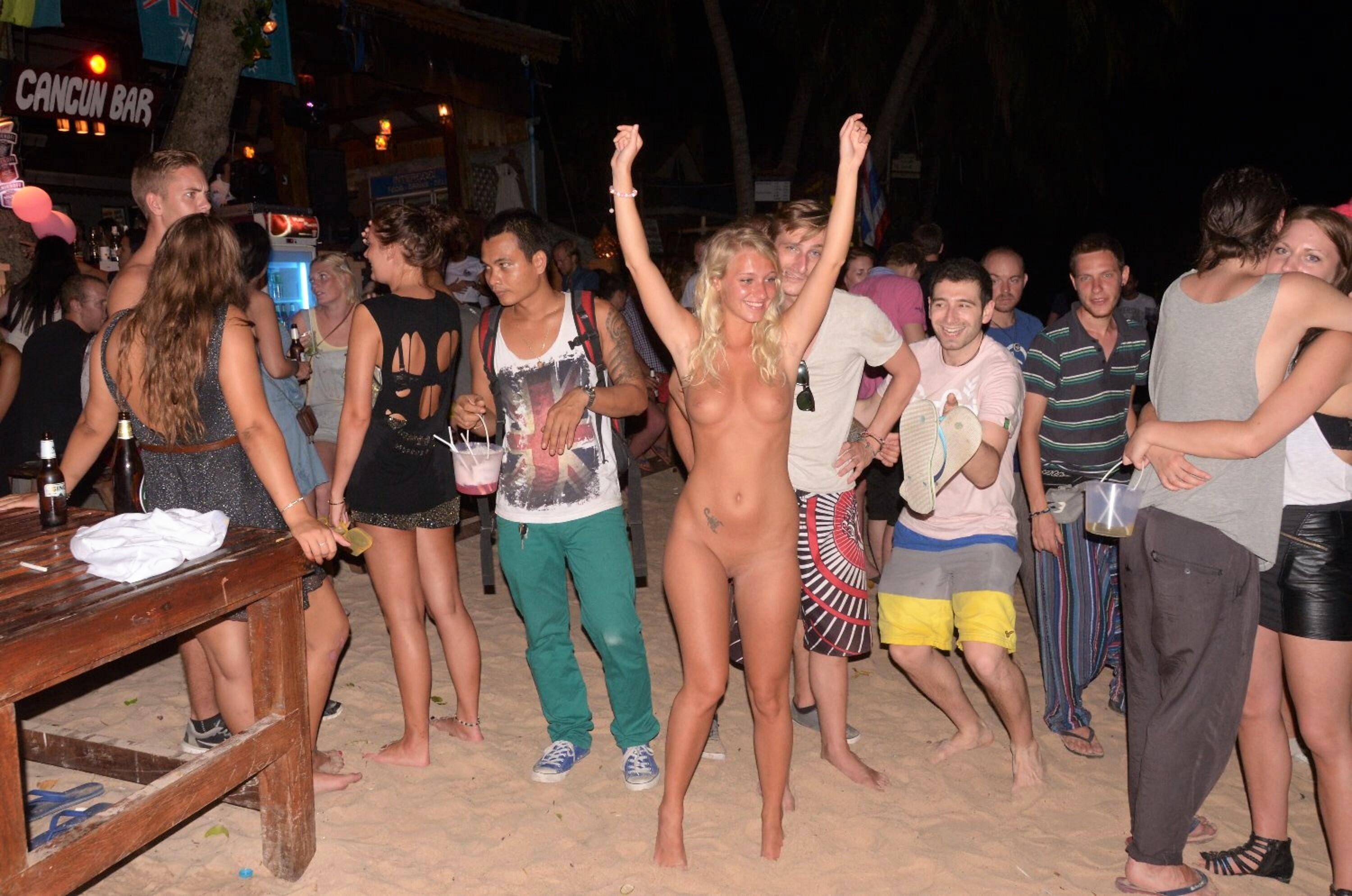
Nahá žena na plážové párty

Různé druhy chování jsou klasifikovány jako exhibicionistické. Patří mezi ně (anglické termíny):
- Flashing je u žen odhalení prsou vyhrnutím trička a/nebo podprsenky, a u mužů odhalení či hlazení genitálií.
- Mooning je ukazování hýždí stáhnutím kalhot a spodního prádla. I přes vtipné jednání má za cíl sexuální vzrušení.
- Anasyrma je zvedání sukně, pod níž není spodní prádlo za účelem odhalení genitálií.
- Martymachlia je parafilie, při které je vzrušená osoba zapojená do sexuálního aktu, díky tomu, že je pozorována někým jiným.

Typický exhibicionista nemá tendence agresivní a neatakuje dětské objekty. Zcela nesexuální je motivace expozice genitálu u některých psychotiků, dementních jedinců a podobně. U mentálně defektních jedinců se někdy vyskytují atypické expozice genitálu jako projev sexuální neobratnosti v přístupu k objektu.

## Aspekty
Exhibicionismus jako poruchu poprvé popsal v odborném časopise roku 1877 francouzský lékař a psychiatr Charles Lasègue (1809–1883). Typickými částmi těla jsou při „flashingu“ ženská prsa a/nebo hýždě. Mohou jimi nicméně být pohlavní orgány nebo hýždě obojího pohlaví. U mužských exhibicionistů je samotný akt exhibice přímější, neboť většinou spočívá v odhalení svého penisu nedobrovolnému publiku.

## Následky
V psychiatrii je exhibicionismus považován za parafilii jen v případě, že praktiky narušují kvalitu života nebo jeho normální fungování. Podle 4. vydání Diagnostické a statistické příručky mentálních poruch je exhibicionismus klasifikován pod číslem 302.4 a různé psychiatrické definice exhibicionismus charakterizují jako „sexuální uspokojení, kterého je dosahováno odvážnou sexuální veřejnou aktivitou a/nebo fyzickým vystavováním se.“ Navíc odhalování částí těla může také zahrnovat „zábavu při sexu, kdy je možno být náhodně viděn přímo při aktu.“